# サロナ

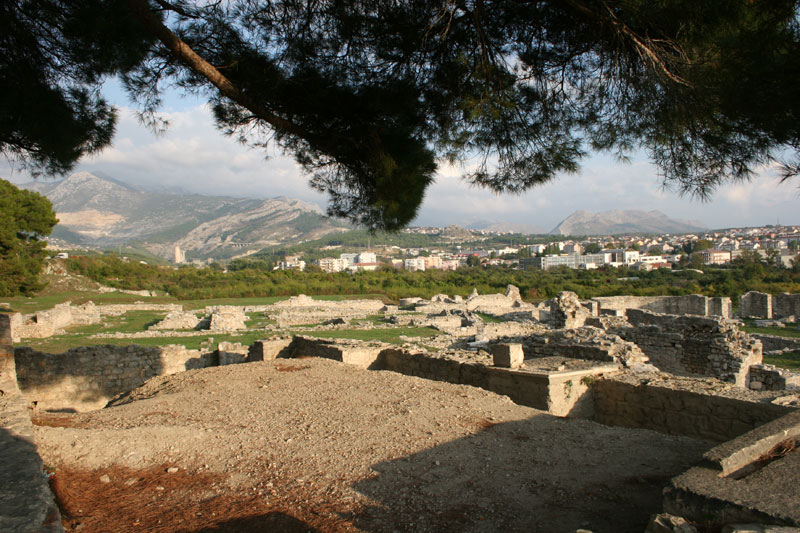
サロナ遺跡

サロナ(Salona)は、古代イリュリアの都市である。ローマ人の征服後、サロナはローマ帝国の皇帝属州ダルマティアの首都となった。
ローマ皇帝ディオクレティアヌスが退位した時、彼はサロナ近くに記念碑的な宮殿を造営した。この宮殿は、現在のクロアチアのスプリト旧市街となっているディオクレティアヌス宮殿として知られている。現在では、サロナはソリン（スプリト近郊）の近くにある。
サロナは、639年のアヴァール人とスラヴ人の侵略により大規模に破壊された。